# Baitylia
Baitylia of baetylia (ook wel abadir genoemd) (Oudgrieks: βαίτυλος / baítylos) waren uit de hemel gevallen stenen, meteoorstenen, die òf in tempels werden vereerd, òf in handen van bijzondere personen het voorwerp waren van allerlei bijgeloof. Men beschouwde ze als orakels, won door hun hulp veldslagen, enz.

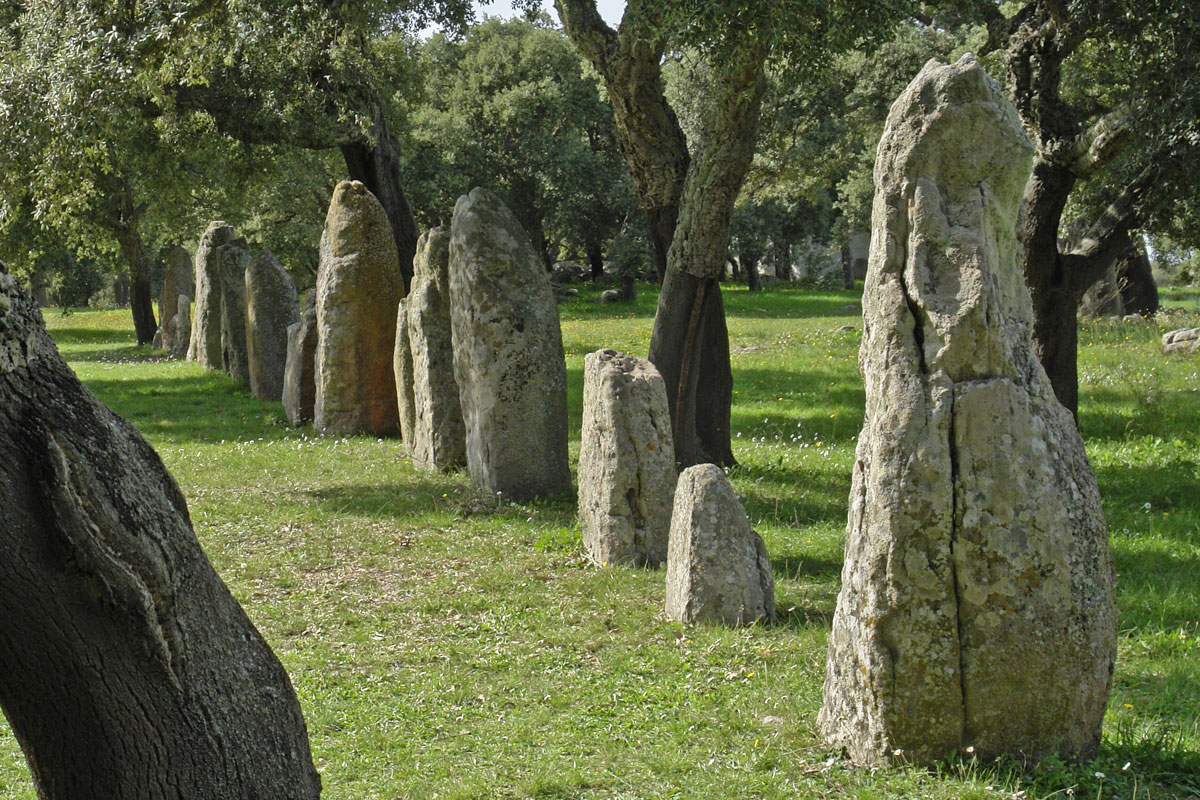
Stenenveld in Italië

Men gaf ze ook de naam van Abadir. Beide namen schijnen van Fenicische oorsprong te zijn.
Rhea gaf een abadir aan Kronos te slikken in plaats van de pasgeboren Zeus, die hij op die wijze wilde doden, om niet door hem van zijn macht te worden beroofd. Hij slikte hem in op de berg Thaumasion in Arcadië, maar braakte hem weer uit ten gevolge van een door Metis bereide artsenij, waarna hij naast de Pythische tempel te Delphi werd bewaard en op feestdagen met olie begoten en met wol bedekt.